# A Munition Worker's Curse
A Munition Worker's Curse è un cortometraggio muto del 1917 scritto e diretto da Craig Hutchinson.

## Produzione
Il film fu prodotto dalla Nestor Film Company.

## Distribuzione
Distribuito dall'Universal Film Manufacturing Company, il film - un cortometraggio di una bobina - uscì nelle sale cinematografiche USA il 10 dicembre 1917.